# Gabi Zange
Gabriele „Gabi” Zange z d. Schönbrunn (ur. 1 czerwca 1961 w Crimmitschau) – niemiecka łyżwiarka szybka reprezentująca NRD, trzykrotna medalistka olimpijska, dwukrotna medalistka mistrzostw świata i zdobywczyni Pucharu Świata.

## Kariera
Pierwszy sukces w karierze Gabi Schönbrunn osiągnęła w 1981 roku, kiedy zdobyła brązowy medal podczas mistrzostw Europy w Heerenveen. W zawodach tych wyprzedziły ją jedynie Natalja Pietrusiowa z ZSRR i kolejna reprezentantka NRD, Karin Enke. Na rozgrywanych trzy lata później igrzyskach olimpijskich w Sarajewie zdobyła brązowy medal w biegu na 3000 m. Wyprzedziły ją jedynie rodaczki: Andrea Schöne i Karin Kania. Na tych samych igrzyskach była czwarta na dwukrotnie krótszym dystansie, przegrywając walkę o medal z Natalją Pietrusiową. W tym samym roku zwyciężyła na mistrzostwach Europy w Medeo oraz zajęła trzecie miejsce podczas wielobojowych mistrzostw świata w Deventer. Podczas mistrzostw świata w Sarajewie w 1985 roku była druga za Andreą Schöne-Mitscherlich. Ostatnie sukcesy osiągnęła na igrzyskach olimpijskich w Calgary, dwukrotnie zajmując trzecie miejsce. Na najniższym stopniu podium stawała w biegach na 3000 i 5000 m, na obu dystansach ustępując tylko Yvonne van Gennip z Holandii i Andrei Schöne-Mitscherlich. Kilkakrotnie stawała na podium zawodów Pucharu Świata, odnosząc przy tym jedno zwycięstwo. Najlepsze wyniki osiągnęła w sezonie 1987/1988, kiedy zwyciężyła w klasyfikacji końcowej 3000 m/5000 m i była trzecia w klasyfikacji 1500 m.
W 1987 roku wyszła za mąż i od tej pory startowała pod nazwiskiem Gabi Zange.